# Pedro Longueira Patiño
Pedro Longueira Patiño (Ferrol, 25 de novembre de 1905 - Mèxic, 10 d'agost de 1983) fou un polític socialista gallec. Treballà com a obrer metal·lúrgic i milità al PSOE gallec. A les eleccions generals espanyoles de 1936 fou elegit diputat per la província de la Corunya pel Front Popular. Després de la guerra civil espanyola va exiliar-se a Mèxic, on participà en l'organització del PSOE i de la UGT a l'exili.